# Keegadi, Tirthahalli
Keegadi là một làng thuộc tehsil Tirthahalli, huyện Shimoga, bang Karnataka, Ấn Độ.